# Wioślarstwo na Igrzyskach Afrykańskich 2019
Wioślarstwo na Igrzyskach Afrykańskich 2019 odbywało się w dniach 20–23 sierpnia 2019 roku na Lac du Barrage Mohammed Ben Abdellah położonym w Sala.

## Podsumowanie

### Klasyfikacja medalowa
| Klasyfikacja medalowa | Klasyfikacja medalowa | Klasyfikacja medalowa | Klasyfikacja medalowa | Klasyfikacja medalowa | Klasyfikacja medalowa |
| Miejsce               | państwo               | Złoto                 | Srebro                | Brąz                  | Razem                 |
| --------------------- | --------------------- | --------------------- | --------------------- | --------------------- | --------------------- |
| 1                     | Algieria              | 5                     | 1                     | 3                     | 9                     |
| 2                     | Tunezja               | 3                     | 3                     | 2                     | 8                     |
| 3                     | Egipt                 | 1                     | 5                     | 3                     | 9                     |
| 4                     | Maroko                | 0                     | 0                     | 1                     | 1                     |
| Razem                 | Razem                 | 9                     | 9                     | 9                     | 27                    |

### Medaliści
| Konkurencja                 | 1. miejsce                                   | 2. miejsce                              | 3. miejsce                                   |
| --------------------------- | -------------------------------------------- | --------------------------------------- | -------------------------------------------- |
| Sztafeta jedynek 2 × 500 m  | Egipt · Abdelkhalek El-Banna · Dareen Hegazy | Tunezja · Khadija Krimi · Mohamed Taieb | Algieria · Kamel Ait Daoud · Nihed Benchadli |
| Mężczyźni                   |                                              |                                         |                                              |
| Jedynka 500 m               | Mohamed Taieb                                | Abdelkhalek El-Banna                    | Oussama Habiche                              |
| Jedynka 1000 m              | Mohamed Taieb                                | Abdelkhalek El-Banna                    | Oussama Habiche                              |
| Jedynka wagi lekkiej 500 m  | Mohamed Khalil Mansouri                      | Sid Ali Boudina                         | Mohamed Kota                                 |
| Jedynka wagi lekkiej 1000 m | Sid Ali Boudina                              | Ahmed Abdelaal                          | Mohamed Khalil Mansouri                      |
| Kobiety                     |                                              |                                         |                                              |
| Jedynka 500 m               | Nawel Chiali                                 | Dareen Hegazy                           | Sarah Fraincart                              |
| Jedynka 1000 m              | Nawel Chiali                                 | Dareen Hegazy                           | Nour El-Houda Ettaieb                        |
| Jedynka wagi lekkiej 500 m  | Amina Rouba                                  | Khadija Krimi                           | Maryam Mahmoud                               |
| Jedynka wagi lekkiej 1000 m | Amina Rouba                                  | Khadija Krimi                           | Maryam Abdellatif                            |